# Лукеньо
Клуб Спортиво „Лукеньо“ (на испански: Club Sportivo Luqueño) е парагвайски футболен отбор от град Луке.

## История
Отборът е създаден на 1 май 1921 г. след обедиението на три отбора от Луке: Марте Атлетико, Генерал Акино и Венседор. Три години по-късно Спортиво Лукеньо вече играе в първа дивизия. Има две национални титли – през 1951 и 1953 г. Четири пъти печели шампионата на втора дивизия.
Прякорът на отбора е Шопарите от Луке. Луке е известен като център на свиневъдството. Противниковите фенове наричат Спортиво Лукеньо Мръсните лукенци, защото преди години играчите и феновете на отбора са пътували за мачове в Асунсион в същите вагони, в които сега се транспортират прасетата.
Спортиво Лукеньо има три участия в турнира Копа Либертадорес (1976, 1989 и 2008), като и трите пъти отпада още в груповата фаза. В турнира за Копа КОНМЕБОЛ участва два пъти (1993 и 1996), като първия път играе четвъртфинал, а втория – отпада след груповата фаза.

## Успехи
- 2х Шампион на Парагвай: 1951 и 1953
- 4х Шампион на Втора дивизия: 1924, 1956, 1964 и 1968
- 1х Първо място в турнира Апертура: 2007

## Известни бивши играчи
- Аурелио Гонсалес
- Дионисио Арсе
- Макси Бианкуки
- Марио Виясанти
- Раул Висенте Амария
- Ромерито
- Хосе Луис Чилаверт